# زيت نيم

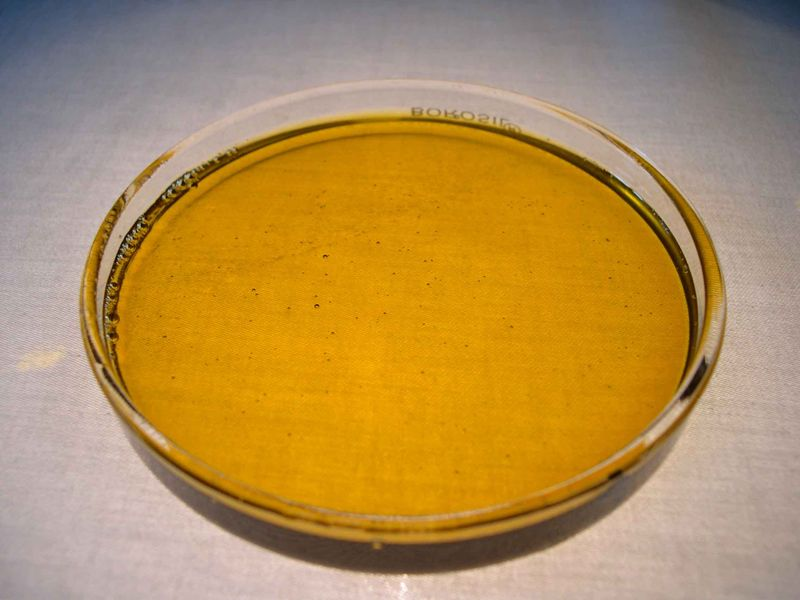
زيت النيم المعصور

زيت النيم هو زيت نباتي يُستخلص من عصارة ثمار شجرة النيم وبذورها. شجرة النيم هي شجرة دائمة الخضرة موطنها هو شبه القارة الهندية وتمت زراعتها في مناطق استوائية أخرى كثيرة. زيت النيم أهم منتج من شجرة النيم متوفر في الأسواق التجارية وهو يستخدم في الزراعة العضوية والأدوية. 

## التركيب
لزيت النيم ألوان متعددة؛ فمنه الأصفر الذهبي، والبني المائل للصفرة، والبني المائل للحمرة، والبني المائل للخضرة، والأحمر الزاهي. يتمتع الزيت برائحة نفاذة يُقال أنها تجمع بين روائح الفول السوداني والثوم. يتكون الزيت بشكل رئيسي من ثلاثي الجليسريد ويحتوي على مُركبات ثلاثي التربينويد وهذه المكونات هي التي تُكسب الزيت طعمًا مرًا. وزيت النيم الطبيعي مادة كارهه للماء، يتم خلطه مع مثبتات سطحية للحصول على مستحلب منها في الماء لاستخدامها في مجالات متعددة. 
الأزادراختين هو أشهر ثلاثي تربينويد موجود في زيت النيم، كما أنه أكثر المكونات التي تمت دراستها فيه. أما نيمبين فهو ثلاثي تربينويد آخر تُعزى إليه بعض من خصائص زيت النيم وهي التعقيم، ومقاومة الفطريات، ومقاومة الحمى، ومقاومة الهيستامين. كما يحتوي زيت النيم على العديد من الستيرولات، ومنها الكامبيستيرول، والبيتا-سيتوستيرول، الاستيجماستيرول. 
| الاسم الشائع للحمض | اسم الحمض            | نسبة التركيب |
| ------------------ | -------------------- | ------------ |
| أوميجا-6           | حمض اللينولييك       | 6-16%        |
| أوميجا-9           | حمض الزيت            | 25-54%       |
| حمض النخيل         | حمض الهيكساديكانويك  | 16-33%       |
| حمض الشمع          | حمض الأوكتاديكاونيك  | 9-24%        |
| أوميجا-3           | حمض ألفا-اللينولينيك | ?%           |
| حمض البالميتولييك  | حمض 9-هيكساديكانويك  | ?%           |

## الاستخلاص
على الأرجح أن طريقة معالجة زيت النيم تؤثر على تركيبته وذلك لأن الطرق المُستخدمة مثل العصر (الطرد) أو استخلاص سائل-سائل تزيل على الأغلب نفس مزيج المكونات بنفس النسب. كما تختلف كمية زيت النيم التي يُمكن استخلاصها من نواة بذور النيم بشكل كبير حيث تتراوح النسبة في المذكورة في الدراسات ما بين 25% إلى 45%.
يُمكن الحصول على الزيت عن طريق عصر أو طحن نواة البذرة على البارد أو في حراراة 40 إلى 50 درجة مئوية. كما يُمكن استخراج زيت بذرة النيم عن طريق إخضاع بذرة النيم أو فاكهتها أو زيتها أو مخلفاتها، أو نواتها للاستخلاص سائل-سائل. توجد في الهند صناعة كبيرة تقوم على استخلاص الزيت المُتبقي في مخلفات البذور باستخدام الهكسان. ولكن جودة الزيت الذي يتم استخراجه سائل-سائل تكون أقل من الزيت المعصور على البارد وغالبًا ما يُستخدم في صناعة الصابون. ومخلفات النيم هي منتجات الثانوية يتم الحصول عليها من عملية لاستخلاص سائل-سائل لزيت النيم.

## الاستخدام

### التجميل
لا يُستخدم زيت النيم في الطهي. يُستخدم الزيت في الهند في تحضير منتجات التجميل (مثل الصابون، منتجات الشعر، كريمات، وكريمات اليد). كما يُستخدم في أيورفيدا بأوناني وفي الطب الشعبي التراثي في علاج مجموعة واسعة من المشكلات المؤلمة. ومن المشكلات التي كثُر ذكرها في كتابات الأيورفيدا والتي استُخدم النيم في علاجها هي الأمراض الجلدية، والالتهابات، والحميات، واضطرابات الروماتيزم وهي مشكلة أضيفت لقائمة ما كان يُعالج بالنيم مؤخرًا.

### الطب
تشمل استخدامات النيم التقليدية عند الأيورفيدا لعلاج حب الشباب، والحميات، والجذام، والملاريا، والرمد، والسل. كما كان يُستخدم النيم في الطب الشعبي لطرد الديدان، وإبادة الآفات الحيوية، والتعقيم، ودر البول، وإحداث الطمث، ومنع الحمل، ومقاومة الحمى، ومقاومة الطفيليات، ومكافحة القمل، وإبادة الحشرات. بالإضافة إلى ذلك استُعمل النيم في الطب التقليدي لعلاج الكزاز، والشرى، والإكزيما، وداء الخنازير، والحمرة. شملت الطرق التقليدية لاستهلاك مستخلصات النيم للأغراض الطبية التناول الفموي أو المهبلي أو الموضعي. يمتد تاريخ استخدام البشر لزيت النيم لسنين طويلة في الهند والمناطق المحيطة لأغراض علاجية متنوعة. سجل الكاتب بوري (1999) الاستخدامات التقليدية، والإشارات إلى قدرات النيم العلاجية، والدراسات الصيدلانية الخاصة بهذا الزيت في كتابه عن النيم .

### المبيدات الحشرية
للتركيبات المصنوعة من زيت النيم العديد من الاستخدامات ومنها مبيدات الآفات الحيوية للزراعة الحيوية حيث أنها تطرد مجموعة واسعة من الآفات ومنها البق الدقيقي، والمن، والديدان الاسطوانية.
منعت المملكة المتحدة مبيدات الآفات التي تحتوي على الأزادراختين و/أو زيت النيم.

## السُمية
لا يجب أن تستخدم السيدات الحوامل أو السيدات اللاتي يحاولن الإنجاب أو الأطفال زيت النيم ومنتجات النيم الأخرى مثل أوراق النيم وشاي النيم.
توجد بعض الأدلة التي تشير إلى أن تناول زيت النيم قد يكون مرتبطًا بتلف الكبد عند الأطفال.